# Nematanthus kautskyi
Nematanthus kautskyi är en tvåhjärtbladig växtart som beskrevs av Chautems och J. Rossini. Nematanthus kautskyi ingår i släktet Nematanthus och familjen Gesneriaceae. Inga underarter finns listade i Catalogue of Life.